# Apozomus brignolii
Apozomus brignolii är en spindeldjursart som beskrevs av James Cokendolpher och Paul Reddell 2000. Apozomus brignolii ingår i släktet Apozomus och familjen Hubbardiidae. Inga underarter finns listade i Catalogue of Life.